# Robert Monckton-Arundell (4e vicomte Galway)
Pour les articles homonymes, voir Monckton et Arundell.
Robert Monckton-Arundell, 4e vicomte Galway (4 juillet 1752 - 23 juillet 1810), est un homme politique britannique. 

## Biographie
Il est un fils cadet de William Monckton-Arundell (2e vicomte Galway) et succède à son frère aîné Henry au titre en 1774. 
Il est élu député de Pontefract de 1780 à 1783, nommé conseiller privé en 1784 et anobli en 1786. Il est député de York de 1783 à 1790 et de Pontefract de 1796 à 1802. 
Il est contrôleur de la maison (1784-1787) sous le règne du roi George III . 

## Mariages et enfants
Il se marie deux fois: avec Elizabeth, fille de Daniel Mathew de Felix Hall, Essex, avec qui il a 5 fils et 4 filles et ensuite avec Mary Bridget, fille de Robert Pemberton Milnes de Bawtry Hall, Yorkshire et veuve de PA Hay Drummond. Son fils William Monckton-Arundell, 5e vicomte de Galway, lui succède. 